# Alte Mälzerei (Düsseldorf)
Die Alte Mälzerei ist ein historisches Industriegebäude aus dem 19. Jahrhundert in Düsseldorf. Das ursprünglich als Malzfabrik errichtete Gebäude wird heute als Bürogebäude genutzt und befindet sich an der Speditionsstraße 7/7a im Düsseldorfer Hafen, einem Stadtteil, der für seine Mischung aus postmodernen und denkmalgeschützten Gebäuden bekannt ist.

## Geschichte
Das sechsgeschossige Gebäude im Stile der Backsteingotik wurde 1897 nach Entwürfen des Architekten August Grimm für die Firma Friedrich Küppers errichtet. Zu dieser Zeit gehörte der Düsseldorfer Hafen zu den größten Mühlenplätzen Westdeutschlands, und die Mälzerei galt als ein Paradebeispiel der produzierenden Betriebe im Hafen.
1913 übernahm die Dortmunder Kronen-Brauerei unter Leitung ihres geschäftsführenden Gesellschafters Oskar Brand die Malzfabrik, die fortan als Kronenmalzfabrik Dr. Oskar Brand betrieben wurde. Mitte der 1990er Jahre wurde der Betrieb der Malzfabrik eingestellt.

## Denkmalschutz und Umbau
Bereits 1986 wurde das Gebäude Speditionsstraße 7/7a in die Liste der „Technischen Denkmäler“ aufgenommen. Dieser Denkmalschutz bezog sich jedoch vorwiegend auf die Fassade.
Ab 1999 wurde die Alte Mälzerei in einem umfassenden Bauvorhaben komplett entkernt und einer Neunutzung zugeführt. Die charakteristische alte Backsteinfassade aus roten Ziegeln mit gelben Schmuckziegeln blieb dabei erhalten, während das Innere nun von Glas und Stahl geprägt ist. Der Umbau, der im Jahr 2002 abgeschlossen wurde, erfolgte nach den Plänen des Architekten Bob Gansfort. Im Zuge des Umbaus wurden ein elliptisches, gebäudehohes Atrium zur Belichtung sowie eine Zwischenebene als zweite Parkebene im Untergeschoss eingebaut. Die Realisierung des Projekts erfolgte für einen Düsseldorfer Privatinvestor.

## Heutige Nutzung
Nach dem Umbau umfasste die Bürofläche etwa 7900 m² (bzw. ca. 9850 m² BGF oberirdisch). Ursprünglich war geplant, Mieter für 7500 m² Bürofläche sowie ein Restaurant und eine Weinstube anzusiedeln.
Heute hat sich die Alte Mälzerei zu einem Standort für Modeunternehmen entwickelt. Beispielsweise hat der Konzern PVH, der Mutterkonzern von Tommy Hilfiger und Calvin Klein, dort seine Deutschlandzentrale. Dadurch trägt die Alte Mälzerei dazu bei, dass sich der Medienhafen allmählich zu einem Modehafen wandelt. Auch Beratungsfirmen und Kanzleien sind dort ansässig.